# Safareig d'Alòs de Balaguer
El Safareig d'Alòs de Balaguer és una obra d'Alòs de Balaguer (Noguera) inclosa a l'Inventari del Patrimoni Arquitectònic de Catalunya.

## Descripció
Es tracta d'una pica allargada adossada a la roca. Al voltant de la pica està rematat per una llosa de pedra inclinada per poder rentar. La pica està coberta per una teulada de teula àrab a una sola vessant. La teulada reposa en una paret que té grans obertures.
L'aigua procedeix d'una font que abans d'arribar al safareig també abasteix un abeurador.